# Lösjö
Lösjö är en sjö i Höörs kommun i Skåne och ingår i Rönne ås huvudavrinningsområde.